# Túnel de Hallandsås
El túnel de Hallandsås (en sueco: Hallandsåstunneln)) también conocido como el «túnel de la cresta Hallandsås» o «Scanlink», es un túnel ferroviario construido en Suecia que conecta la cara norte con el lado meridional de la cordillera Hallandsås. Su longitud es de 8722 metros  en un lado, y 8710 metros, en el otro. Es utilizado por la línea de la costa oeste, en el tramo comprendido entre Angelholm y Halmstad, en el suroeste de Suecia. Ha servido para mejorar la conexión entre las ciudades de Gotemburgo (Suecia) y Copenhague (Dinamarca).
El túnel es parte de un proyecto más grande en la reconstrucción de toda la línea de la costa oeste de doble vía.